# Craniforma
Craniata L. E. Popov, M. G. Bassett, and L. E. Holmer è l'unica classe del subphylum di brachiopodi Craniformea. In precedenza era nota come Craniforma Williams, Carlson, Brunton, Holmer & Popov, 1996 e questo nome rimane molto diffuso per evitare la confusione con il gruppo Craniata di cordati.
Molto numerosi durante il Cambriano e l'Ordoviciano, i Craniforma sono diminuiti in numero in seguito al periodo di glaciazione della fine dell'Ordoviciano che portò ad un'estinzione di massa, con la scomparsa di circa il 60% dei generi di animali marini.

## Descrizione
Precedentemente inclusi fra gli Inarticulata, i Craniata hanno una conchiglia inarticolata in calcite con forma semicircolare.
Il lofoforo, il ripiegamento della parete del corpo che circonda la bocca, è senza supporto.
I resti fossili mostrano esemplari sempre attaccati al substrato roccioso.

## Sistematica
La classe è suddivisa in tre ordini, dei quali due sono estinti. I Craniopsida si sono estinti alla fine del Carbonifero, mentre i Trimerellida nel Siluriano.
I Craniida sono sopravvissuti fino ai giorni nostri.